# Anders Engbergs
Anders Engbergs var ett dansband i Skara i Sverige som återskapades 1994 då dansbandet Lotta & Anders Engbergs orkester delades upp i Anders Engbergs och Lotta Engbergs orkester, tre år efter att makarna Anders Engberg och Lotta Engberg skilt sig. Innan Lotta Engberg 1989 blev medlem i bandet hette det också Anders Engbergs.
Fram till 1988 hade bland annat Stefan Borsch uppträtt med bandet.
Björn Hedström, som var en av sångarna i Anders Engbergs, medverkade i den svenska Melodifestivalen 1995, med melodin "Du är drömmen jag drömt". Anders Engbergs hade några melodier på Svensktoppen.
Charlotte Perrelli (då Nilsson) fick sitt genombrott i bandet, som en av sångarna, vilket lade grunden till hennes senare framgångar. Även Camilla Karlsson sjöng i bandet .
Andra medlemmar var bland andra Martin Rydnemalm, som senare bland annat kom att spela gitarr och saxofon i Kim & Hallo  och keyboardisten Leif Ottebrand, kapellmästare, musikproducent och arrangör.
1998 vann bandet tävlingen "Dansbandslåten" med melodin "När kärleken slår till".

## Medlemmar
- Björn Hedström - sång (1994–1996)
- Charlotte Nilsson - sång (1994–1997)
- Camilla Lönnmyr (då Karlsson) - sång (1997–2000)
- Anders Engberg - bas, saxofon, kör (1994–2000)
- Martin Rydnemalm - gitarr, saxofon (1994–2000)
- Johan Norgren - trummor (1994–1997)
- Marcus Nowak - trummor (1997–2000)
- Leif Ottebrand - keyboards (1994–2000)
- Magnus Persson - klaviatur, dragspel (1994–1997)
- Martin Lindqvist - saxofon, keyboards (1998–2000)

## Diskografi

### Album
- Glöm inte bort - 1995
- Lova mig - 1996
- När kärleken slår till (1999)

## Melodier på Svensktoppen
- Glöm inte bort - 1994
- Du är drömmen jag drömt - 1995
- Ge dej tid -1995
- Av hela mitt hjärta - 1996
- Kärleken i dina ögon - 1998
- När kärleken slår till - 1999
- Tusen år - 2000

### Missade listan
- Lova mig - 1997
- En blå sommardag - 1997
- Minnenas värld - 1998
- Är du min nu - 1999
- Det är sommaren som vaknat - 1999

### Fotnoter
1. ↑  ”Anders Engbergs”. Svenska dansband. 20 augusti 1996. Arkiverad från originalet den 14 februari 2015. https://web.archive.org/web/20150214003943/http://www.svenskadansband.se/img3782.search.htm. Läst 13 februari 2015.
2. ↑  Marcus Music - Camilla Lönnmyr - Här är jag 2000 Arkiverad 11 augusti 2010 hämtat från the Wayback Machine.
3. ↑  Underholdningsbureauet - Kim & Hallo